# 1182
Năm 1182 trong lịch Julius.

## Sự kiện
- Knud VI lên ngôi vua của Đan Mạch.
- Serbia đồng minh tự với Hungary, giành độc lập.
- Sejm đầu tiên, hoặc Nghị viện Ba Lan Nghị viện, triệu tập tại Łęczyca.
- Người Do Thái bị trục xuất khỏi Paris by Philip II của Pháp.
- Các Maronite thiết lập lại liên kết của họ với Giáo hội Công giáo La Mã.
- Thảm sát của Latin tại Constantinople
- Raynald của Châtillon có bảy tàu vận chuyển bằng qua eo biển Suez, mà sau đó ông sử dụng để cướp bóc các bờ biển của Red Sea, đến tận cửa Mecca.
- Thời kỳ Yowa, đánh dấu bởi nạn đói, kết thúc tại Nhật Bản.
- Trận Palnadu: Các Kalachuri nội chiến kết thúc bằng chiến thắng cho Kalachuris Palanati của Ấn Độ, và lãnh đạo của họ, Nalagama Raju.
- Thành Cát Tư Hãn bị bắt và nhốt trong lồng giải đến trại của đối thủ.